# Memoriale agli omosessuali perseguitati sotto il nazismo

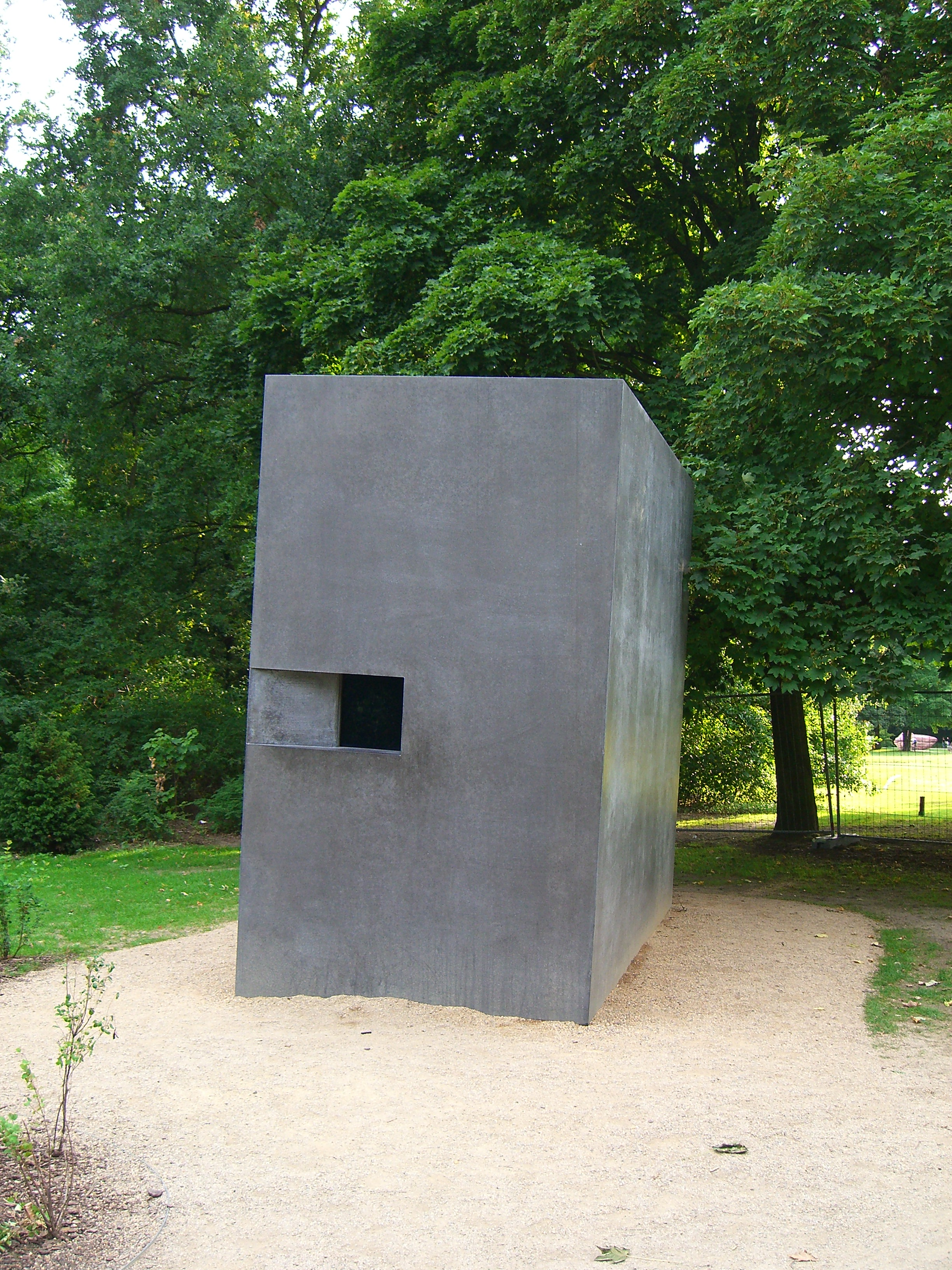
Parte frontale del Memoriale

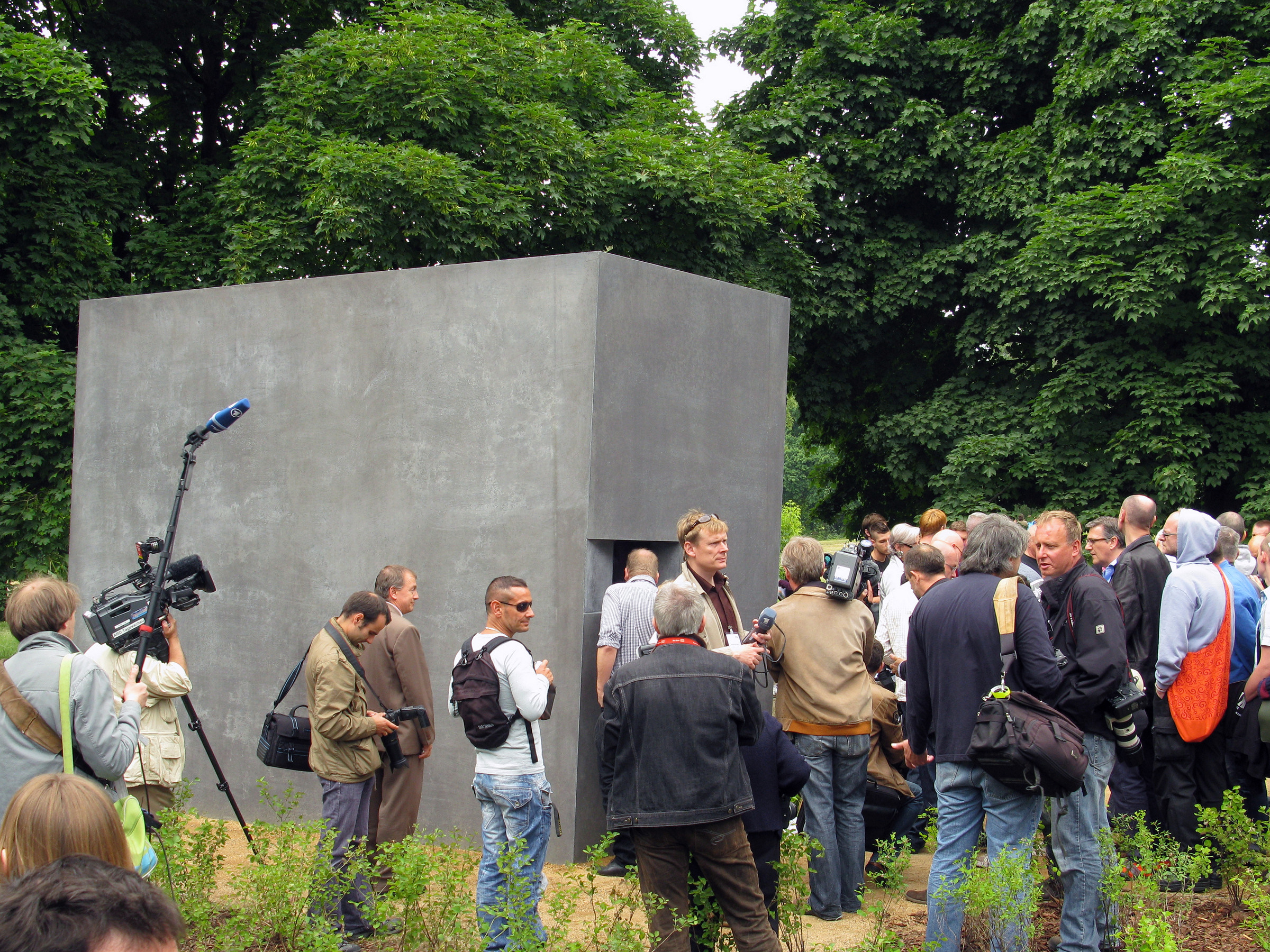
"Il Primo Giorno" del Memoriale, 27 maggio, 2008

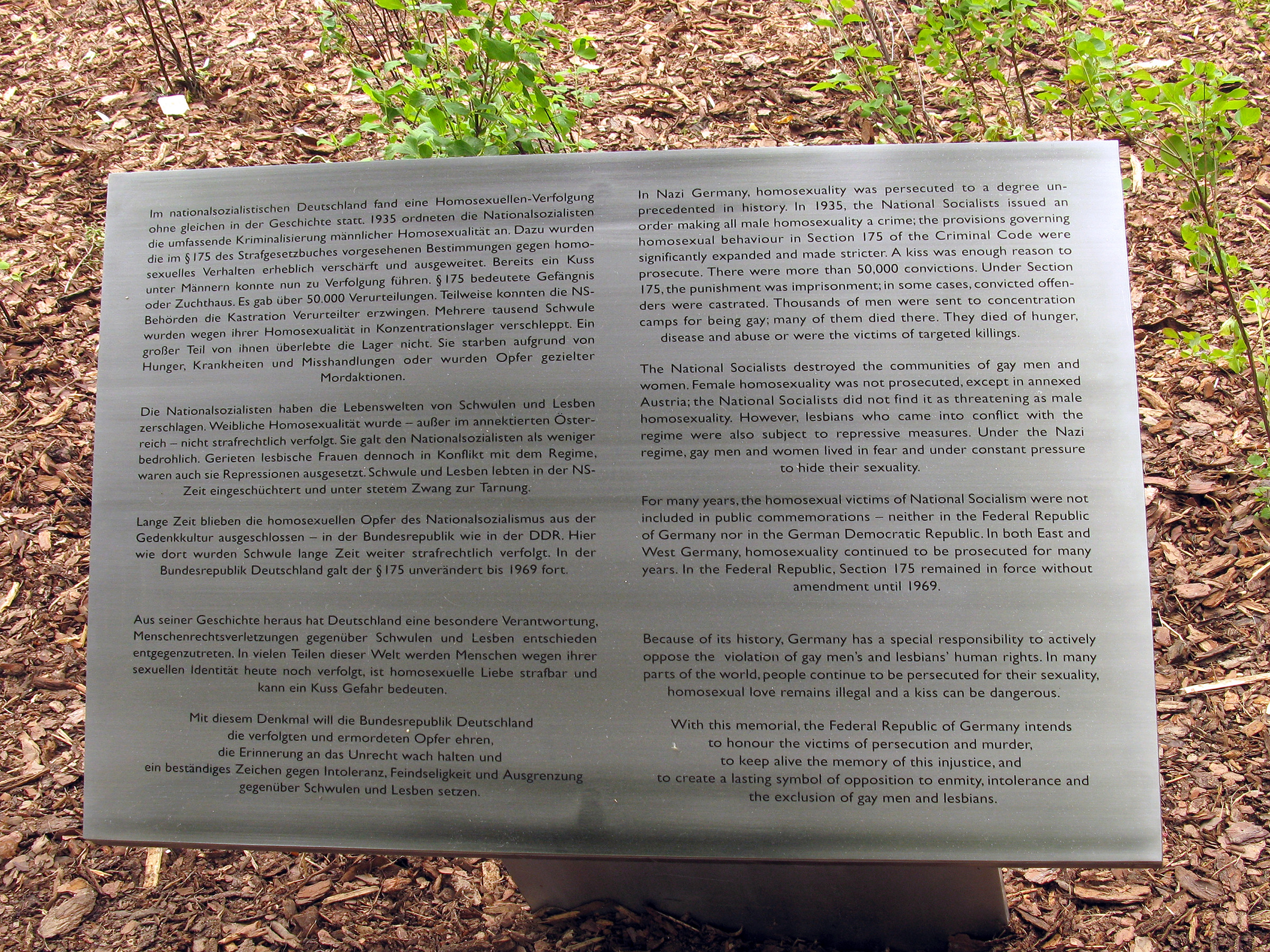
L'insegna

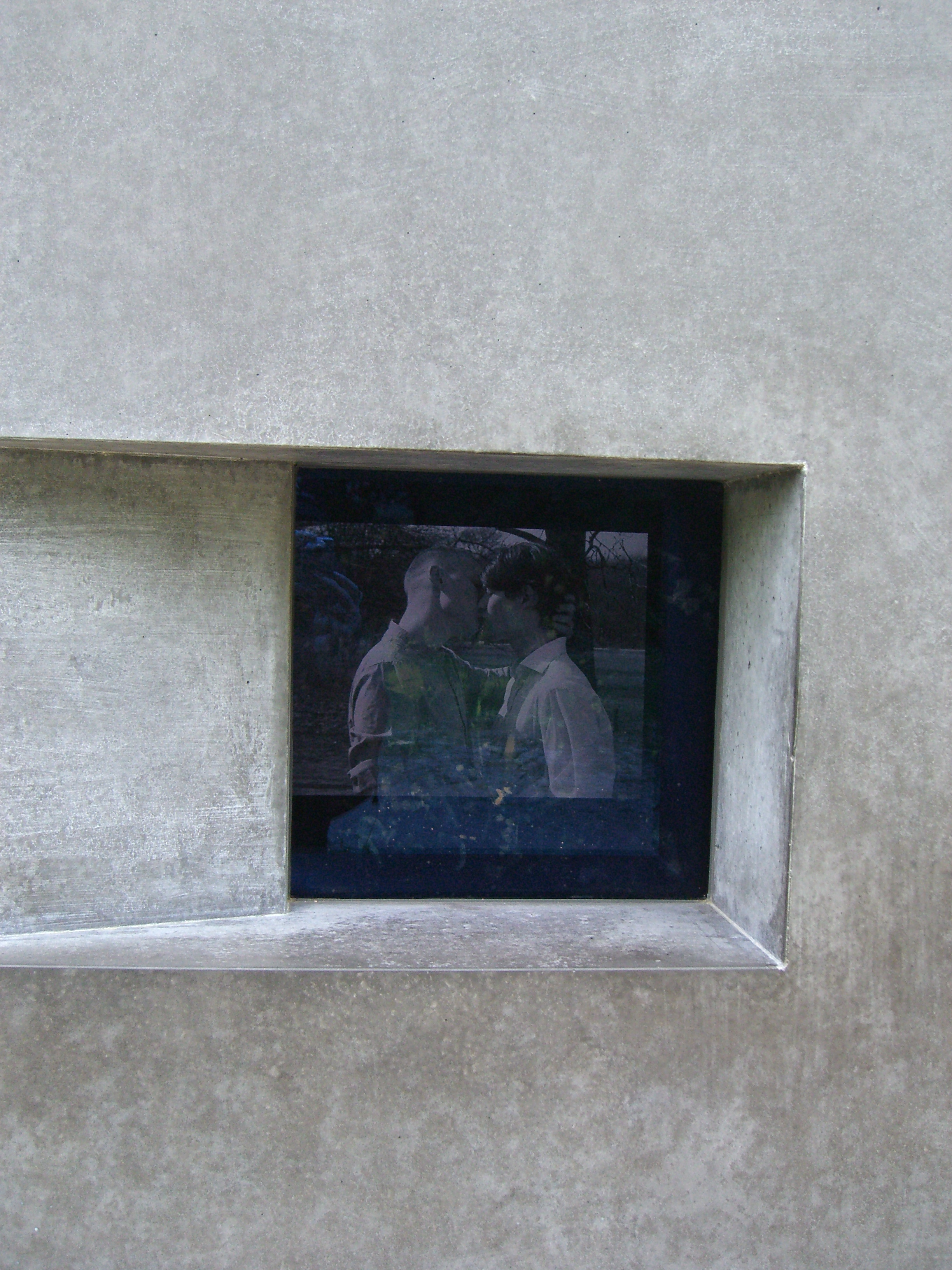
Video nel memoriale

Il Memoriale agli omosessuali perseguitati sotto il nazismo (in tedesco: Denkmal für die im Nationalsozialismus verfolgten Homosexuellen) è stato inaugurato a Berlino il 27 maggio 2008.

## Design
Il memoriale è stato progettato dagli artisti Elmgreen & Dragset.
Consiste in un cuboide di cemento sul cui lato frontale si apre una finestra nella quale è possibile vedere un  breve video di due uomini che si baciano. È la terza opera di questo genere creata in Germania dopo il Frankfurter Engel del 1994 a Francoforte e il Kölner Rosa Winkel del 1995 a Colonia.
Il progetto del memoriale è stato discusso dal Bundestag, che l'ha autorizzato nel 2003.
Presso il memoriale è collocata un'insegna in tedesco e in inglese che illustra le persecuzioni durante il nazismo e nella vigenza del paragrafo 175. 

## Storia
Le vittime omosessuali del nazismo non hanno avuto riconoscimento ufficiale immediato dopo la caduta del Reich e il paragrafo 175 è rimasto inalterato nel codice penale tedesco negli anni 1950 e 1960. Nel 1980 si iniziò infine a parlare di queste "vittime dimenticate". Nel 1985 il presidente von Weizsäcker menzionò gli omosessuali come categoria di vittime del nazismo. Nel 1993 il gruppo Der homosexuellen NS-Opfer gedenken e l'organizzazione Lesben- und Schwulenverband iniziarono a sostenere la proposta di un memoriale a Berlino.
Il 12 dicembre 2003 il Bundestag approvò l'erezione del memoriale ai margini del Tiergarten, presso il Memoriale degli ebrei, e di seguito prese avvio il concorso per la realizzazione artistica del progetto.
Tra i politici presenti all'inaugurazione, il 27 maggio 2008, furono il sindaco di Berlino Klaus Wowereit, che tenne il discorso inaugurale, il presidente del Bundestag Wolfgang Thierse, il ministro della cultura Bernd Neumann, Volker Beck e Renate Künast. Dopo l'inaugurazione l'opera fu vandalizzata più volte.

## Controversie
Vinto il concorso dagli artisti Michael Elmgreen e Ingar Dragset, ci fu un dibattito sul video, ovvero se includere o no immagini di lesbiche che si baciavano. Le lesbiche sotto il nazismo non subirono una persecuzione di tipo sistematico, anche se alcuni luoghi da loro frequentati furono chiusi, come accadde a Berlino. La rivista femminista EMMA (rivista) protestò asserendo che il memoriale avrebbe dovuto includere anche le donne. In esito al dibattito che seguì, si decise l'alternanza biennale di un video che avrebbe mostrato anche immagini di donne omosessuali.
Nel 2008, lo storico sopravvissuto all'Olocausto Israel Gutman mise in discussione la posizione del memoriale degli omosessuali vicino a quello dedicato agli ebrei. Lo storico ha spiegato che i tedeschi «hanno capito la portata criminale dell'Olocausto, ma in questo caso è stato commesso un errore» perché «dev'essere mantenuto il senso delle proporzioni».

## Letteratura
- (DE)  Rüdiger Lautmann. Nationalsozialistischer Terror gegen Homosexuelle. Verdrängt und ungesühnt, Paderborn, Schöningh, 2002. ISBN 3-506-74204-3

## Monumenti simili
- Homomonument, ad Amsterdam
- Memoriale ai gay e alle lesbiche vittime del nazionalsocialismo (Kölner Rosa Winkel), a Colonia